# Adromišus
Adromišus (lat. Adromischus) je rod biljaka iz porodice Crassulaceae. Potječe iz južne Afrike. Neki pripadnici ove vrste su vrlo popularni i vrlo lako se mogu naći u rasadnicima i u vrtnim centrima.
Mnoge vrste se razmnožavaju pomoću listova, ali mogu se razmnožavati i putem sjemena.
Zbog toga što dolaze iz južne Afrike ove vrste ne podnose hladnoću ni na nekoliko sati, no s druge strane mogu preživjeti i temperature preko 38°C na neko vrijeme.

## Vrste
1. Adromischus alstonii (Schönland & E.G.Baker) C.A.Sm.
2. Adromischus bicolor Hutchison
3. Adromischus caryophyllaceus (Burm.f.) Lem.
4. Adromischus coleorum G.Will.
5. Adromischus cooperi (Baker) A.Berger
6. Adromischus cristatus (Haw.) Lem.
7. Adromischus diabolicus Toelken
8. Adromischus fallax Toelken
9. Adromischus filicaulis (Eckl. & Zeyh.) C.A.Sm.
10. Adromischus hemisphaericus (L.) Lem.
11. Adromischus humilis (Mart.) Poelln.
12. Adromischus inamoenus Toelken
13. Adromischus leucophyllus Uitewaal
14. Adromischus liebenbergii Hutchison
15. Adromischus maculatus (Salm-Dyck) Lem.
16. Adromischus mammillaris (L.f.) Lem.
17. Adromischus marianiae (Marloth) A.Berger
18. Adromischus maximus Hutchison
19. Adromischus montium-klinghardtii (Dinter) A.Berger
20. Adromischus nanus (N.E.Br.) Poelln.
21. Adromischus phillipsiae (Marloth) Poelln.
22. Adromischus roaneanus Uitewaal
23. Adromischus schuldtianus (Poelln.) H.E.Moore
24. Adromischus sphenophyllus C.A.Sm.
25. Adromischus subdistichus Makin ex Bruyns
26. Adromischus subviridis Toelken
27. Adromischus triflorus (L.f.) A.Berger
28. Adromischus trigynus (Burch.) Poelln.
29. Adromischus umbraticola C.A.Sm.